# Сайн-Витгенштейн-Берлебург, Август
Август (Людвиг) Сайн-Витгенштейн-Берлебург (нем. August Ludwig zu Sayn-Wittgenstein-Berleburg; 1788—1874) — принц, военный, политический и государственный деятель Гессенского герцогства и герцогства Нассау из владетельного дома Витгенштейнов.

## Биография
Родился 6 марта 1788 года в замке Берлебург в семье имперского князя Кристиана Генриха Сайн-Витгенштейн-Берлебургского (1753—1800) и Шарлотты Фредерики Франциски фон Лейнинген-Вестербург-Грюнштадт (1759—1831).

### Военная деятельность
Выбрал военную карьеру и в 1803 году был в чине старшего лейтенанта гессенского герцогства. Георгиевский кавалер (№ 3003; 13 июля 1815).
Участвовал в Наполеоновских войнах, в 1814 году получил звание подполковника, в 1835 году — генерал-майора. Был командиром шеволежеров.
В 1840 году Август Людвиг стал генерал-лейтенантом и позже был назначен генерал-адъютантом командира дивизии (1842).
В 1848 году он ушёл с гессенской военной службы и в 1852 году стал служить в герцогстве Нассау (генерал-лейтенант и генерал-адъютант).

### Государственная деятельность
В 1835—1844 годах служил послом гессенского герцогства в Пруссии.
После революция 1848—1849 годов в Германии — с 21 мая по 20 декабря 1849 года — работал в правительстве Иоганна Баптиста Австрийского.
С 7 февраля 1852 года и до конца существования герцогства Нассау (30 июня 1866 года), Август Людвиг был государственным министром герцогства. В немецкую войну его дружественное отношение к Австрии привело к участию в войне на её стороне. Аннексия Пруссией герцогства Нассау привело к окончанию его государственной карьеры.
Умер 6 января 1874 года в Бад-Берлебурге.

### Семья
В 1823 году Август женился на Франциске Аллезине фон Швейцер (1802—1878) — внучке богатого франкфуртского предпринимателя Франца Марии фон Швейцера. В браке родилось шестеро детей: 
- Эмиль Карл Адольф (1824—1878),
- Анна Альбертина Георгина (1827—1902),
- Фердинанд Вильгельм Эмиль (1834—1888),
- Филипп Карл Эмиль Георг (1836—1858),
- Франц Эмиль Луитпольд (1842—1909),
- Отто Эмиль Карл (1842—1911).

## Награды
- Награждён орденом Св. Георгия 4-й степени (№ 3003; 13 июля 1815 года).
- Также награждён другими орденами.